# (33378) 1999 CE14
1999 CE14 (asteroide 33378) é um asteroide da cintura principal. Possui uma excentricidade de 0.07740020 e uma inclinação de 5.07726º.
Este asteroide foi descoberto no dia 13 de fevereiro de 1999 por Tetsuo Kagawa em Gekko.